# Valeč (Karlovy Vary-i járás)
Valeč település Csehországban, a Karlovy Vary-i járásban. Valeč Vrbice, Lubenec, Nepomyšl, Vroutek, Hradiště és Verušičky településekkel határos. Lakosainak száma 336 fő (2024. január 1.).

## Népesség
A település lakosságának változását az alábbi diagram mutatja:
| Lakosok száma | 1771 | 1617 | 1487 | 629  | 508  | 341  | 357  | 357  | 363  | 336  |
|               | 1869 | 1900 | 1921 | 1961 | 1980 | 2011 | 2016 | 2019 | 2021 | 2024 |